# BFSP2
BFSP2 ist ein Gen, das beim Menschen für das Protein Phakinin („beaded filament structural protein 2“) kodiert.
Mehr als 99 % der Augenlinse von Wirbeltieren besteht aus endständig differenzierten Linsenfaserzellen. Zwei linsenspezifische Intermediärfilamentproteine, Phakinin (auch als CP49 bekannt) und das Proteinprodukt dieses Gens, Filensin (oder CP115), werden erst nach Beginn der Faserzelldifferenzierung exprimiert. Beide Proteine befinden sich in einem strukturell einzigartigen Zytoskelettelement, das als Perlenfilament (beaded filament-BF) bezeichnet wird. Mutationen in diesem Gen wurden mit juvenilem, progressivem Katarakt und Dowling-Meara-Epidermolysis bullosa simplex in Verbindung gebracht.
Die beiden BFSP-Proteine werden in den „Typ VI“ der Intermediärfilamente (IF) eingeordnet. Im Gegensatz zu anderen IFs, die unverzweigte Verbindungen bilden, bilden die beiden Proteine zusammen mit CRYAA ein Netzwerk von Filamenten.